# Hostina bohů
Hostina bohů (italsky: Il festino degli dei) je olejomalba italského renesančního mistra Giovanniho Belliniho, do které později významně zasáhli malíři Dosso Dossi a Tizian, zejména v části krajiny vlevo a ve středu. Jde o jedno z mála mytologických děl tohoto benátského umělce. Obraz byl dokončen v roce 1514 a je považován za jeho poslední velké dílo. Dnes se nachází v Národní galerii umění ve Washingtonu D.C., která jej označuje za „jeden z největších renesančních obrazů ve Spojených státech“.
Tento obraz je prvním významným zobrazením námětu „Hostiny bohů“ v renesančním umění, který zůstal populární až do konce severního manýrismu o více než sto let později. Má několik podobností s jiným, mnohem méně sofistikovaným ztvárněním tohoto tématu od florentského malíře Bartolomea di Giovanni z 90. let 15. století, který je dnes uložen v Louvru.

## Zakázka

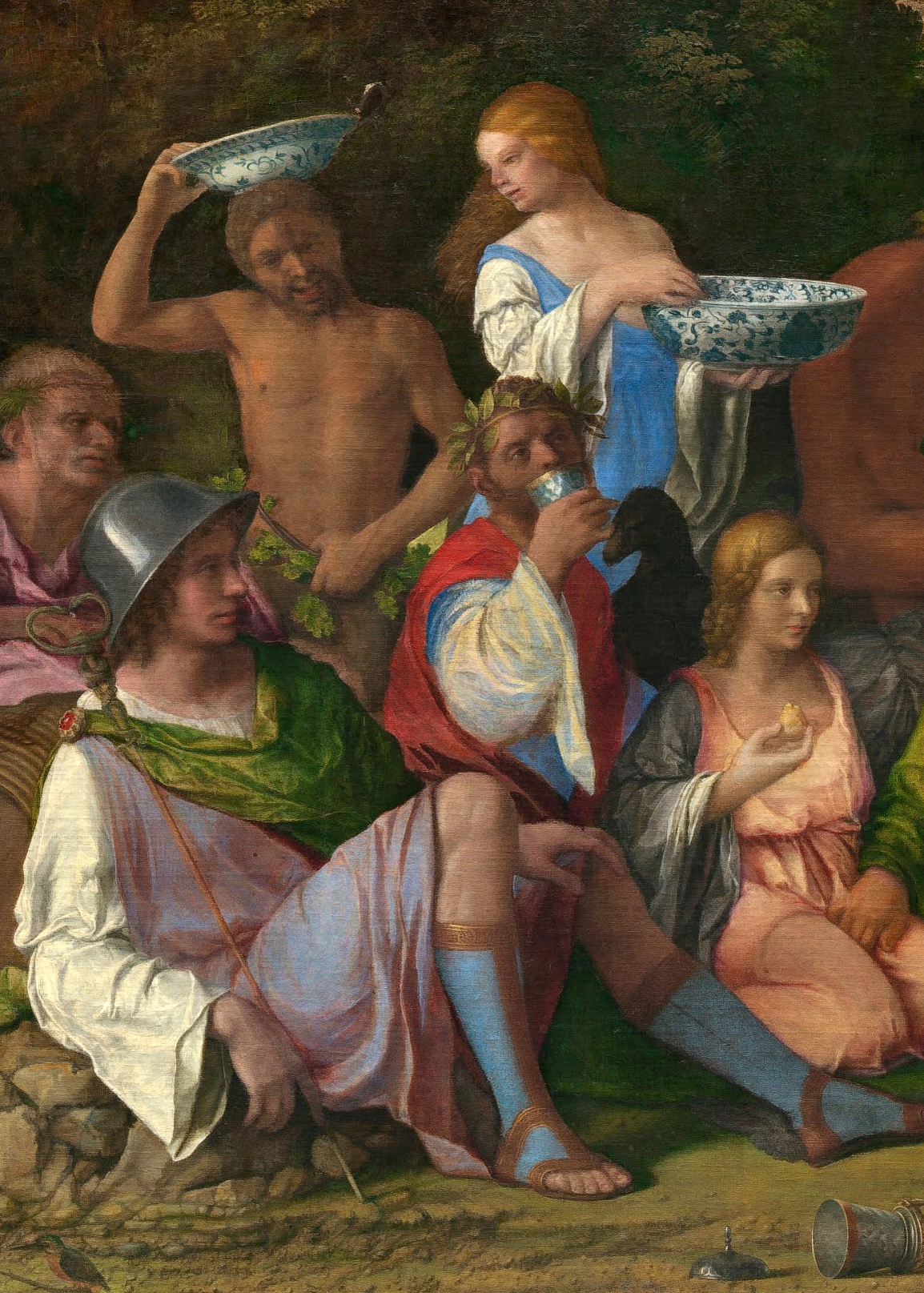
Detail Merkura na obraze ukazuje nejstarší známé zobrazení čínského porcelánu v evropském malířství

Obraz je podepsán nápisem na papíře připevněném k dřevěné kádi v pravém dolním rohu: „joannes bellinus venetus / p MDXIIII“ („Giovanni Bellini z Benátek, namalováno 1514“), přičemž je doložena i jeho platba za toto dílo z téhož roku. Obraz je založen na příběhu z Ovidia a jde o první dílo z cyklu mytologických maleb vytvořených pro Alfonse I. d’Este, vévodu ferrarského, určených pro jeho camerino d’alabastro („alabastrovou komnatu“) na hradě Castello Estense ve Ferraře. Témata byla vybrána již v roce 1511 renesančním humanistou Mariem Equicolou, který tehdy pracoval pro vévodovu sestru Isabellu d’Este. Umělcům byly údajně zaslány i instrukce a náčrty. Následné zakázky zahrnovaly čtyři velké obrazy od Tiziana (jeden se nedochoval) a deset menších od Dossa Dossiho, které byly pravděpodobně zavěšeny nad nimi. Tři dochované Tizianovy obrazy určené pro tuto místnost jsou Bakchus a Ariadna (Národní galerie v Londýně), Bakchanálie Andriánů a Uctívání Venuše (oba Prado v Madridu).

## Úpravy
Dříve se předpokládalo, že Bellini provedl ještě před nebo krátce po roce 1514 předběžné úpravy, aby obraz lépe odpovídal původnímu latinskému textu Ovidia, jelikož původně měl vycházet z italské verze Ovidio volgarizzato. Podle této teorie měl Bellini tehdy změnit většinu postav na bohy, přidat jim atributy a ženám snížit výstřihy. Tento názor však vycházel z nepochopení raných rentgenových snímků z roku 1956. Dnes se má za to, že postavy zůstaly přesně tak, jak je Bellini původně namaloval.
Bellini zemřel v roce 1516, krátce po dokončení obrazu. O několik let později změnili krajinu na levé straně obrazu Dosso Dossi a pravděpodobně i Tizian, aby odpovídala Tizianovu obrazu Bakchanálie Andriánů (1518–1523), rovněž určenému do camerina. Přidali skalnatý pahorek za postavy a jasnější zeleň na strom vpravo. Kolem roku 1529 pak Tizian provedl důkladnější přepracování krajiny, přemaloval dřívější úpravy, ale všechny postavy na obraze zůstaly Belliniho dílem. Bažant na stromě napravo nad Priapem mohl být namalován samotným Alfonsem, který byl amatérským malířem.

## Předmět

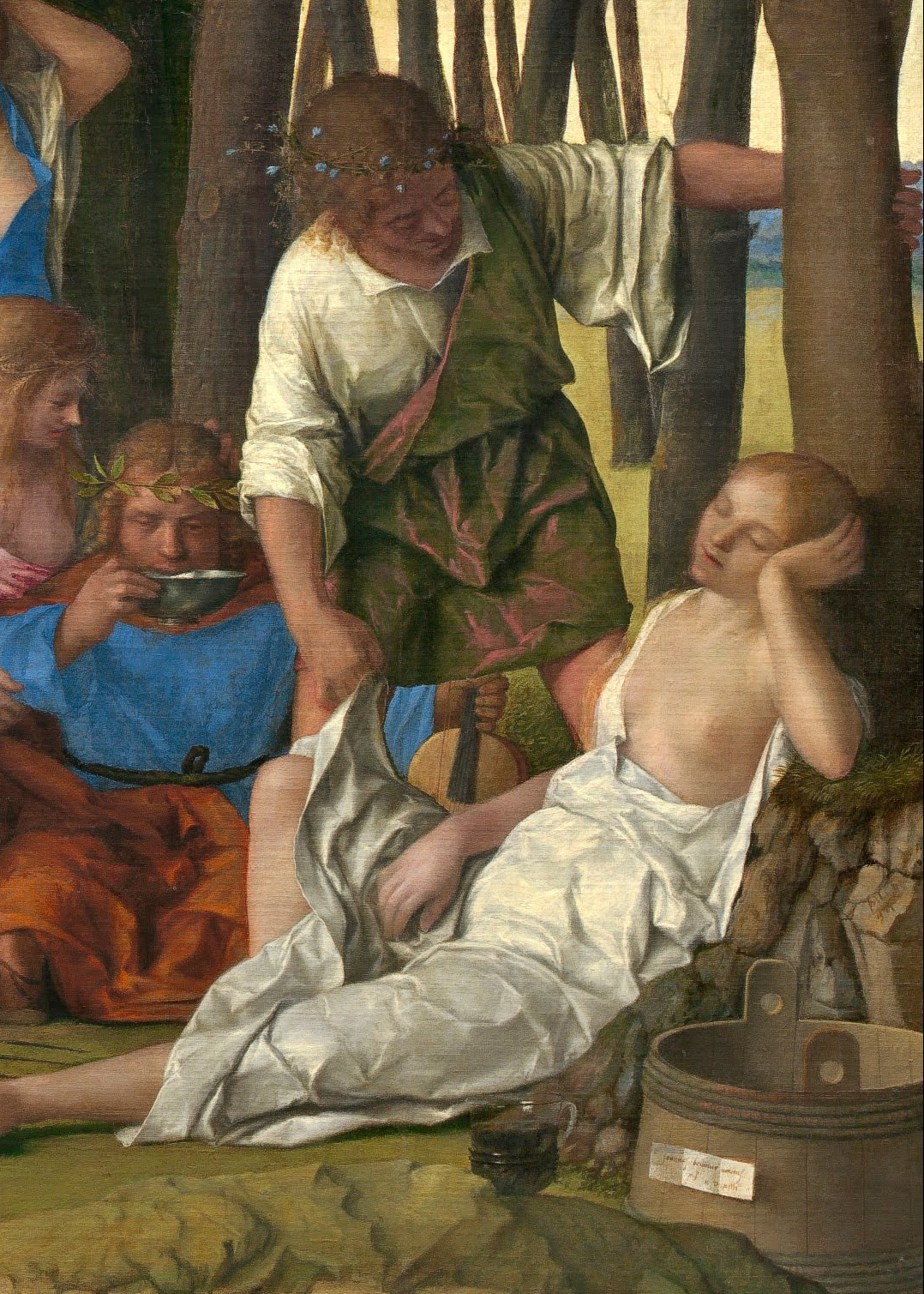
Priapos a Lotis

Obraz zobrazuje příběh o pokusu o znásilnění nymfy Lotis. Lotis byla nymfa zmiňovaná Ovidiem, dcera Neptuna nebo Nérea. Během slavnosti na počest boha Libera, které se zúčastnila, se ji Priapos pokusil znásilnit, zatímco spala. Vzbudila se však náhlým zaječením osla Siléna a utekla, čímž Priapa zahanbila – všichni se probudili a jeho úmysly se odhalily. Tento příběh je na obraze zachycen na okrajích kompozice v poněkud nenápadném, málo dramatickém podání, pravděpodobně v okamžiku těsně před klíčovým dějem – vlevo je Silénos se svým oslem a vpravo Priapos s Lotis (a všichni kromě Lotis jsou stále vzhůru).
Téma bylo zobrazeno už v prvním ilustrovaném vydání Ovidia v italštině, vydaném v Benátkách roku 1497. Další ztvárnění tohoto vzácného námětu se objevuje v benátském tisku z roku 1510, kde má Lotis velmi podobnou pózu, avšak důraz je zde mnohem více kladen na erotický rozměr příběhu – včetně Priapova nadměrného penisu, který je v Belliniho verzi pouze lehce naznačen pod drapérií.
Postavy jsou většinou identifikovány následovně (zleva doprava): satyr, Silénos s oslem, jeho svěřenec malý Bakchus, Silvanus (nebo Faunus), Merkur s kaduceem a helmou, satyr, Jupiter, nymfa podávající nápoj, Kybelé, Pan, Neptun, dvě stojící nymfy, Ceres, Apollón, Priapos, Lotis. Některé z postav mohou být portréty osob ze dvora ve Ferraře, včetně samotného Alfonse a jeho manželky Lucrezie Borgie.
Jiné vysvětlení říká, že pár uprostřed – muž s rukou mezi stehny ženy – je novomanželský pár, jak naznačuje jejich intimita a kdouloň, kterou žena drží. Kdouloň byla považována za ovoce doporučované nevěstám pro povzbuzení sexuální touhy. Pokud je on stále Neptunem, ona by pak mohla být Amfitríta.

## Výklad

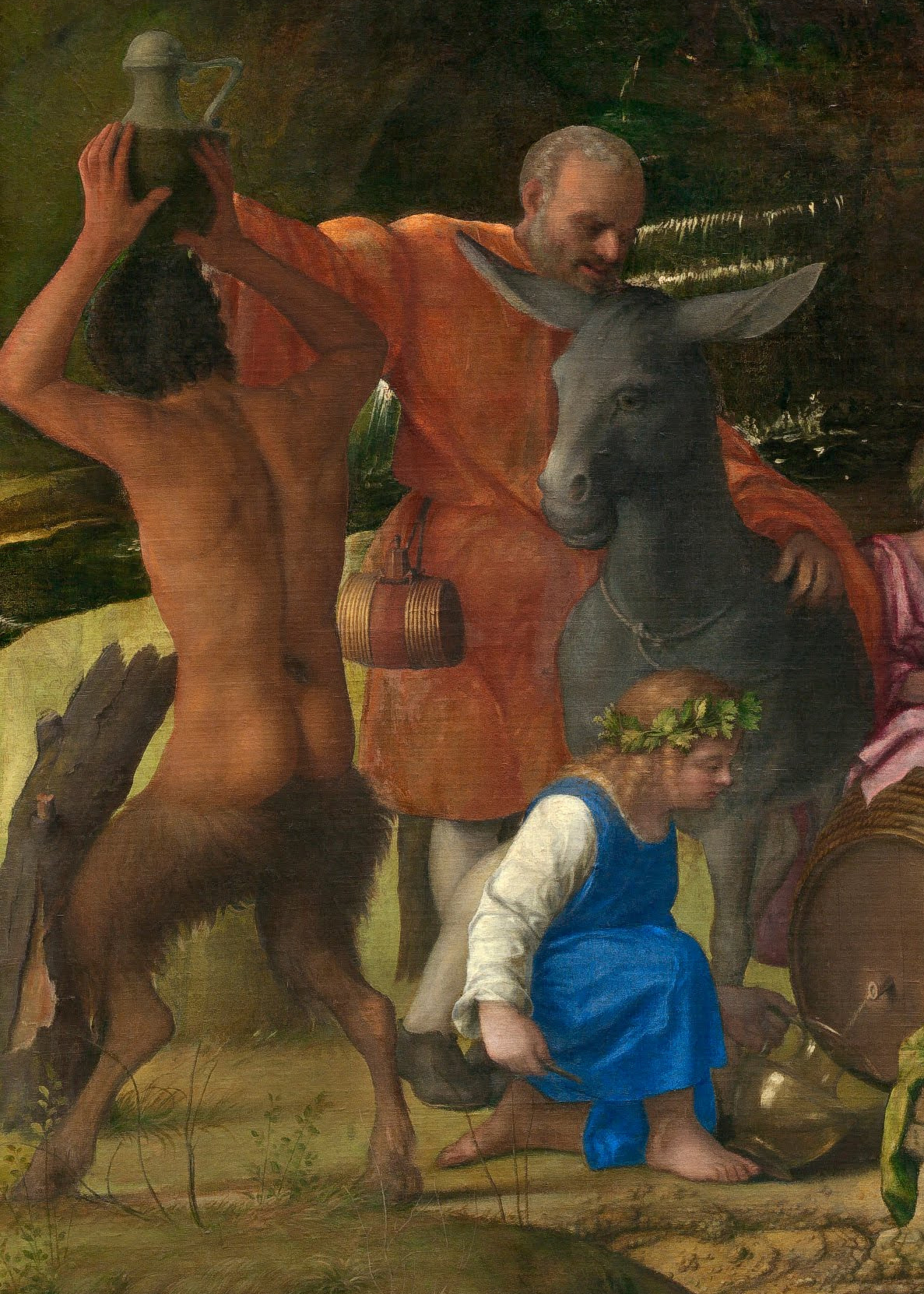
Silenus se svým oslem a malým Bakchem

Dílo je netypické pro renesanční mytologické malířství svou realistickou a „obyčejnou“ podobou hlavních božstev, což může být způsobeno tím, že postavy původně měly být běžnými občany Théb, a také Belliniho nezkušeností s nově se formujícím žánrem mytologického umění. Pro Belliniho, který měl přes 80 let, když na obraze začal pracovat, šlo o výrazný odklon od jeho obvyklých náboženských námětů a portrétů. V minulosti se dokonce vyhýbal mytologickým zakázkám – v letech 1501–1504 odmítl zakázku od Isabelly d’Este, sestry Alfonse, a místo toho jí za nižší cenu nabídl scénu Narození Krista. Možná nechtěl soutěžit se svým švagrem Andreou Mantegnou, který se na klasické náměty specializoval. Mantegna ale zemřel v roce 1506.
Jako první dílo vytvořené pro camerino Bellini určil mnoho stylových prvků celého cyklu, kterým se musel Tizian přizpůsobit ve svých pozdějších obrazech. Celá místnost představovala „velkou novinku v evropské imaginaci“, protože obrazy vytvořily vizuální obraz ideálního, mytického středomořského idylického světa – složeného z půvabných postav užívajících si života v nádherné krajině. Zobrazovaly postavy klasické mytologie jako běžné lidi věnující se běžným činnostem lásky a války, a to ve stylu nově vzniklého realistického naturalismu.
Světský život tak pronikl do vysokého umění „zadními dveřmi“ prostřednictvím vyprávění o bozích, v něž už nikdo nevěřil – a kteří právě proto mohli být zobrazováni v trapných či odhalených situacích. Obrazy v camerinu byly zřejmě klíčovým krokem v této revoluci.

## Provenience
Obrazy zůstaly v místnosti, pro kterou byly vytvořeny, až do roku 1598, kdy byly zabaveny a odvezeny do Říma kardinálem Ippolitem Aldobrandinim (mladším) jako papežským legátem. Skupina byla rozdělena v roce 1623 a Hostina bohů opustila rodinu Aldobrandiniů v letech 1796–1797, kdy přešla do majetku rodiny Camucciniů. V roce 1853 byl obraz odvezen z Itálie do Anglie, kde ho zakoupil 4. vévoda z Northumberlandu. V roce 1916 jej prodal 7. vévoda londýnskému obchodníkovi s uměním, firmě Thomas Agnew and Sons. Roku 1922 byl obraz zakoupen pozůstalostí amerického magnáta Petera A. B. Widenera († 1915) a v roce 1942 se spolu s celou jeho sbírkou stal součástí National Gallery of Art ve Washingtonu, D.C.

## Výstavy
Obraz byl poprvé vystaven v roce 1856 v Britském institutu v Londýně (pod názvem The Gods feasting on the Fruits of the Earth – Bohové hodující na plodech země). Od té doby, co se dostal do Washingtonu, byl zapůjčen na výstavy ve Benátkách (1990), Londýně a Madridu (2003) – kde byly opětovně spojeny všechny čtyři velké obrazy z původního cyklu spolu se třemi obrazy od Dossa Dossiho – a ve Vídni (2006).

## Materiály použité při malbě
Obraz byl důkladně prozkoumán v roce 1985 během rozsáhlého čištění a restaurátorských prací. Byla provedena také detailní analýza pigmentů. Všichni tři malíři – Bellini, Dosso a Tizian – používali pigmenty běžně dostupné v té době, jako například přírodní ultramarin, žlutou olovo-cínovou, malachit, měděnku a rumělku. Hostina bohů je jedním z mála příkladů, kde byly v renesanční olejomalbě v Itálii použity také auripigment a realgar.
Tato velmi podrobná vědecká analýza obrazu byla zpřístupněna široké veřejnosti prostřednictvím internetu – na stránkách WebExhibits a nověji také na ColourLex.

## Detaily

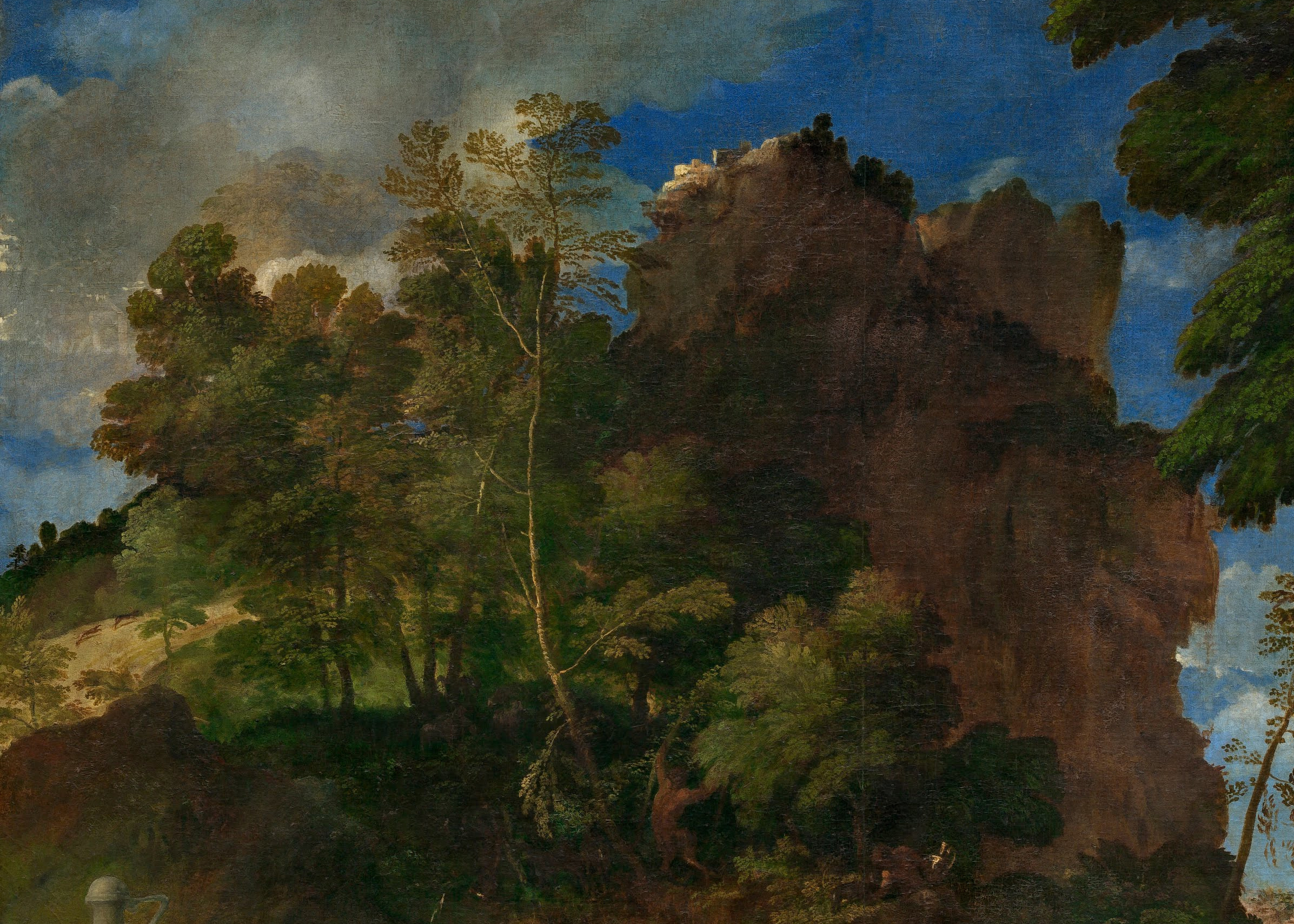
Tizianova krajina vlevo na obraze
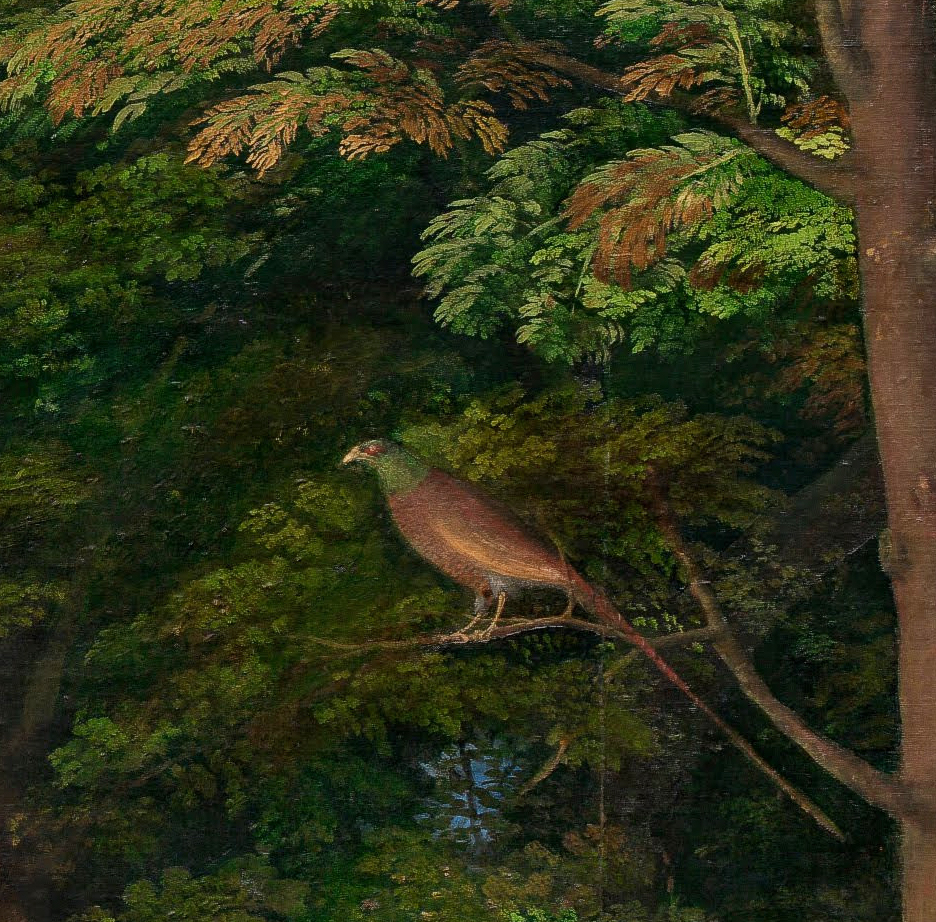
Bažanta mohl namalovat vévoda Alfonso
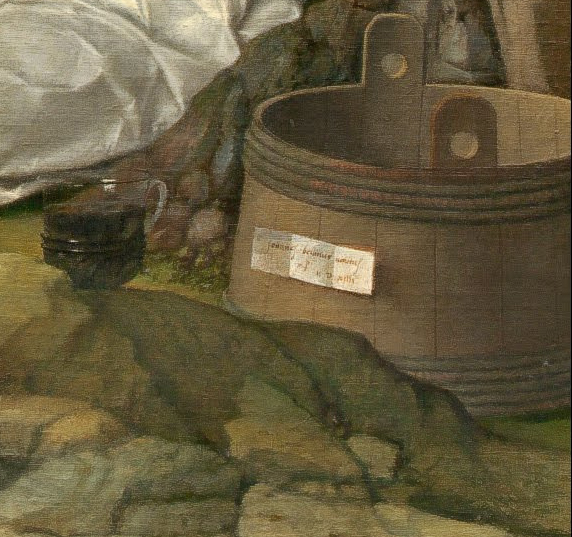
Cedulka na kádi nese Belliniho jméno a datum 1514

### Poznámka
1. ↑  Přesná posloupnost a autorství změn zůstává předmětem určité debaty.